# Kiksekage
En kiksekage (tysk: Kalter Hund, Schwarzer Peter, Kalte Schnauze, Lukullus mm.) er en kage lavet af vanillekiks lagt i lag i en bageform med en chokolademasse imellem. Kiksekagen bages ikke, men stivner i køleskabet. 
Den traditionelle chokolademasse er baseret på palmin, kakao og rå æg. Da kagen ikke opvarmes, er det væsentligt at de anvendte æg er pasteuriserede af hensyn til risikoen for salmonellasmitte. To salmonelladødsfald i julen 1999 skabte forøget opmærksomhed om denne risiko og har formodentlig medført en væsentlig nedgang i den traditionelle kiksekages popularitet.
En mere moderne version af kiksekage indeholder hverken palmin eller æg. I stedet sammensættes chokolademassen af chokolade, smør og kondenseret mælk